# 北九州医療刑務所
北九州医療刑務所（きたきゅうしゅういりょうけいむしょ）は、法務省矯正局の福岡矯正管区に属する刑務所。全国4箇所の医療刑務所（矯正医療センター、岡崎、大阪）のうちのひとつである。医療法上の病院に該当する。旧城野医療刑務所。

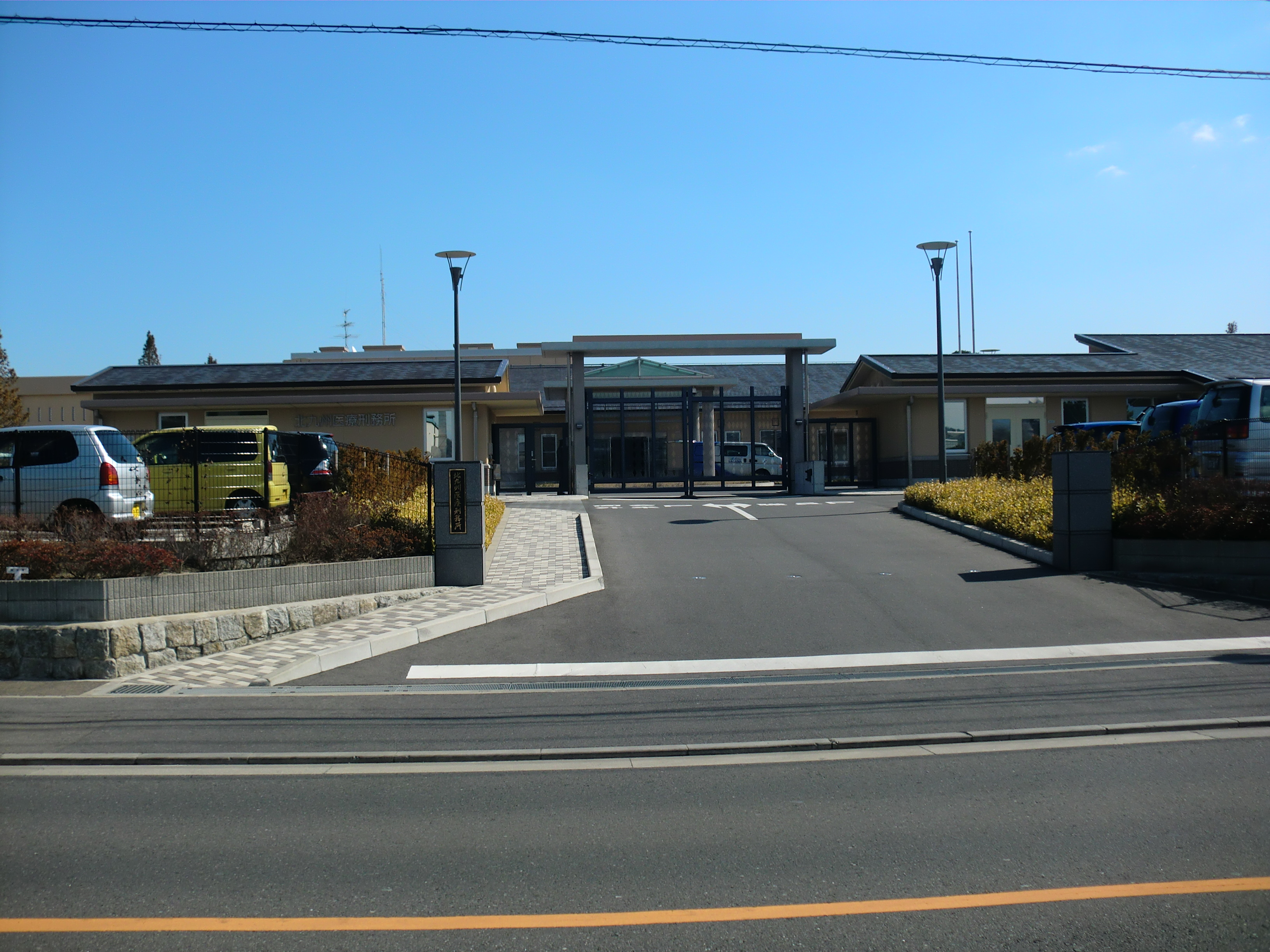
北九州医療刑務所

## 所在地
- 〒802-0837 福岡県北九州市小倉南区葉山町1-1-1
  - JR日田彦山線石田駅から徒歩約20分
  - 北九州モノレール小倉線競馬場前駅から徒歩約20分
  - 西鉄バス北九州 [6][12][21][34][134]番 自動車免許試験場入口バス停から徒歩約15分

## 収容分類級
- M級（精神障害者）
- A級（犯罪傾向の進んでない一般男性受刑者）

## 収容定員
- 300人

## 沿革
- 1997年12月 - 小倉南区城野一丁目より、城野医療刑務所が現在地（旧・小倉刑務所敷地内）に移転。
- 2001年4月1日 - 小倉刑務所廃庁、北九州医療刑務所に改称。

## 組織
所長の下に3部を持つ3部制である。
- 総務部（庶務課、会計課、用度課）
- 処遇部（処遇担当、企画担当）
- 医務部（保健課、医療第一課、医療第二課）

## 特記事項
- 作業は紙袋製作や雑作業が主であるが、職業訓練として窯業も行われている。
- 摂食障害を持つ受刑者への専門治療に注力している。